# Puma lacustris
Puma lacustris là một loài báo đã tuyệt chủng thuộc Chi Báo sư tử và được mô tả lần đầu tiên bởi C. Lewis Gazin vào năm 1933. Chúng từng sinh sống ở phía nam Idaho trong Pliocene muộn.Kích thước hàm dưới của Puma lacustris nhỏ hơn kích thước hàm dưới trung bình của Báo sư tử.